# Chính kịch hài
Chính kịch hài (tiếng Anh: comedy drama) là một thể loại nghệ thuật lai giữa hài kịch và chính kịch. Phim chính kịch hài thể hiện những chủ đề trong đời sống một cách nghiêm túc và chân thực, nhưng vẫn đan xen yếu tố hài hước.
Trong tiếng Anh, thuật ngữ "dramedy" (từ ghép giữa drama và comedy) bắt đầu xuất hiện trong ngành truyền hình những năm 1980.

## Lịch sử
Trong lĩnh vực sân khấu ở Hy Lạp, các vở diễn được phân ra hài kịch (kết thúc có hậu) và bi kịch (bao gồm cả chính kịch, kết thúc buồn). Những khái niệm này có sức ảnh hướng tới cả sân khấu Rome (La Mã) và trong suốt thời Hy Lạp hóa. Nghệ thuật giai đoạn này cũng được coi là có ảnh hưởng sâu rộng tới ngành sân khấu hiện đại.
Hiện nhiều hệ thống giải thưởng vẫn phân tách phim ảnh ra chính kịch và hài kịch, ví dụ như giải Primetime Emmy và giải Quả cầu vàng.
Tới thế kỷ 20, các tác phẩm kết hợp hai thể loại trên bắt đầu ra đời. Tại Mỹ, phim The Kid (1921) của Charlie Chaplin được coi là phim truyện điện ảnh đầu tiên đan xen chính kịch và hài kịch.